# 아오키 료타 (1996년)
아오키 료타(일본어: 青木 亮太, 1996년 3월 6일 ~ )는 일본의 축구 선수이다. 현재 J2리그의 홋카이도 콘사돌레 삿포로에서 뛰고 있다.

## 구단 경력
그는 2014년부터 J리그의 나고야 그램퍼스, 오미야 아르디자, 홋카이도 콘사돌레 삿포로에서 뛰었다.